# Я, Франциск Скорина...
«Я, Франциск Скорина...» (рос. «Я, Франциск Скорина...») — білоруський радянський художній фільм 1969 року режисера Бориса Степанова.
Історико-біографічний фільм про білоруський видавця і просвітителя Франциска Скорину.

## Сюжет
Георгія Скорину приймають до Краківського університету (у фільмі академія), завдяки його знанням і як виняток — адже він православний, а туди приймають тільки католиків. Він приймає ім'я Франциск в пам'ять святого Франциска Ассизького. Професор Глаговський, відомий своїм вільнодумством, стає духовним вчителем Скорини. Інший професор Рейхенберг — прихильник політики єзуїтів...

## У ролях
- Олег Янковський
- Микола Гриценко
- Гедімінас Карка
- Гунта Віркава
- Яніс Грантіньш
- Ростислав Янковський
- Борис Гітін

## Творча група
- Сценарій: Микола Садкович
- Режисер: Борис Степанов
- Оператор: Віталій Миколаїв
- Композитор: Володимир Чередниченко